# Sean Fischer
Sean Fischer (* 21. September 1985 in Garmisch-Partenkirchen) ist ein deutsch-kanadischer Eishockeyspieler, der seit 2017 bei den Hannover Scorpions in der Eishockey-Oberliga unter Vertrag steht.

## Karriere
Sean Fischer begann seine Karriere als Eishockeyspieler in der Saison 2004/05 bei den Notre Dame Hounds in der Saskatchewan Junior Hockey League. Anschließend erhielt er einen Vertrag bei den Eisbären Berlin, mit denen er in der folgenden Spielzeit Deutscher Meister wurde, wobei der Stürmer in 17 Spielen für die Hauptstädter auf dem Eis stand, in denen er punkt- und straflos blieb. Die Saison 2006/07 begann der Linksschütze bei den Starbulls Rosenheim in der Oberliga, verließ die Mannschaft jedoch im Laufe der Spielzeit, um für das Mount Royal College aufzulaufen. 2010 kam er nach Deutschland zurück und spielte zwei Saisons für den EHC Erfurt in der Oberliga Ost. Im Jahre 2012 wurde er vom Fachblatt Eishockey News in der Oberliga zum besten Spieler gewählt. Für Fischer folgten auf die zwei Saisons in Erfurt drei Saisons bei den Lausitzer Füchsen, die erste in der 2. Eishockey-Bundesliga, die folgenden beiden in der neu gegründeten DEL2. Zur Saison 2015/16 folgte dann ein Wechsel zum Ligakonkurrenten SC Riessersee, wo auch schon sein Vater Ron Fischer Mitte der 1980er-Jahre aktiv war.
Fischers Vater Ron Fischer spielte mehrere Jahre in der National Hockey League und der American Hockey League und den höchsten deutschen Eishockeyligen. Sein Bruder Alex Fischer ist ebenfalls Eishockeyspieler.

## Erfolge und Auszeichnungen
- 2006 Deutscher Meister mit den Eisbären Berlin
- 2012 Spieler des Jahres in der Oberliga Ost

## Karrierestatistik
(Legende zur Spielerstatistik: Sp oder GP = absolvierte Spiele; T oder G = erzielte Tore; V oder A = erzielte Assists; Pkt oder Pts = erzielte Scorerpunkte; SM oder PIM = erhaltene Strafminuten; +/− = Plus/Minus-Bilanz; PP = erzielte Überzahltore; SH = erzielte Unterzahltore; GW = erzielte Siegtore; 1 Play-downs/Relegation; Kursiv: Statistik nicht vollständig)